# دوروثي بلانك
دوروثي بلانك ، ولدت في 24 فبراير 1934 في آيشاخ في ألمانيا وتوفيت في16 جانفي 2016  في باريس ، هي ممثلة فرنسية .

## روابط خارجية
- دوروثي بلانك على موقع IMDb (الإنجليزية)
- دوروثي بلانك على موقع ألو سيني (الفرنسية)
- دوروثي بلانك على موقع أول موفي (الإنجليزية)
- دوروثي بلانك على موقع قاعدة بيانات الأفلام السويدية (السويدية)
- دوروثي بلانك على موقع قاعدة بيانات الفيلم (الإنجليزية)
- دوروثي بلانك على موقع كينوبويسك (الروسية)